# Rey Ji de Zhou
El Rey Ji de Zhou (chino: 王季, p Wàng Jì) fue un rey o  duque (周公季, p Zhōugōng Jì) en el Estado de Zhou de la antigua China.

## Biografía
Nacido Ji Jili (t 姬季歷, s 姬季历, p Jī Jìlì), fue el hijo menor del Rey Tai. Sima Qian registró que él y su hijo fueron reconocidos por su sabiduría y esta reputación causó que sus hermanos mayores Taibo y  Zhongyong voluntariamente renunciaran a sus reclamos al trono y se fueran al exilio al Wu.
Registros históricos supervivientes lo retratan viajando a la capital Shang sometiéndose a Wu Yi y siendo recompensado con tierras, jade y caballos en 1118 a. C.. En 1117 a. C., capturó a 20 reyes de las tribus Guirong. Durante el reinado del rey Wen Ding de la dinastía Shang , fue derrotado por los Rong de Yanjing (Chino: 燕京, también conocido como Youzhou 幽州, Ji 薊 o  Fanyang 范陽) pero logró someter a los Yuwu (余无), Hu (呼), y  Xitu (翳徒) Rong. Después de la derrota de la tribu Xitu, Ding Wen estaba nervioso y fue traicionado, pero ricamente gratificado antes le envío a un lugar llamado Saiku (塞库), donde fue asesinado por las fuerzas Shang.

## Familia

### Esposa
Su esposa fue Tai Ren (太任), quien junto a Jiang Yuan fueron acreditados por Sima Qian como responsables del ascenso y éxito de Zhou. Ella provenía de un lugar llamado Zhi 摯 ) y representaba la conexión con la realeza Shang.

### Hijos
Jili tuvo al menos tres hijos. Uno fue Chang, cuyo hijo Fa estableció la Dinastía Zhou imperial de China después de derrotar a los Shang en Muye. Los otros dos fueron enfeudados por Wu en el Oriente y occidente